# Relaciones Colombia-Trinidad y Tobago
Las relaciones Colombia-Trinidad y Tobago son las relaciones diplomáticas entre la República de Colombia y la República de Trinidad y Tobago. Ambos gobiernos mantienen una relación amistosa desde el siglo XX. 

## Historia
Ambos gobiernos establecieron relaciones diplomáticas en 1968. La embajada de Colombia en Trinidad y Tobago se abrió en enero de 2012. En 2014 se creó la Cámara de Comercio Colombo-Trinitense para fortalecer las relaciones comerciales.

## Relaciones económicas
Colombia exportó productos por un valor de 308 040  miles de dólares, siendo los principales productos de exportación petróleo, maquinaria y productos agroindustriales, mientras que Colombia exportó productos por un valor de 119 178 miles de dólares, siendo los principales productos químicos, derivados del petróleo y agroindustriales.

## Representación diplomática
- Colombia tiene una embajada en Puerto España, así como una sección consular en la misma embajada.[4]
- Trinidad y Tobago usa su embajada en Caracas como embajada concurrente en Colombia, y tiene un consulado en Bogotá.[5][6]